# 平成17年台風第11号
平成17年台風第11号（へいせい17ねんたいふうだい11ごう、アジア名：マーワー〔Mawar、命名国：マレーシア、意味：ばら〕）は、2005年（平成17年）8月に発生し、日本に大きな被害を与えた台風である。

## 概要

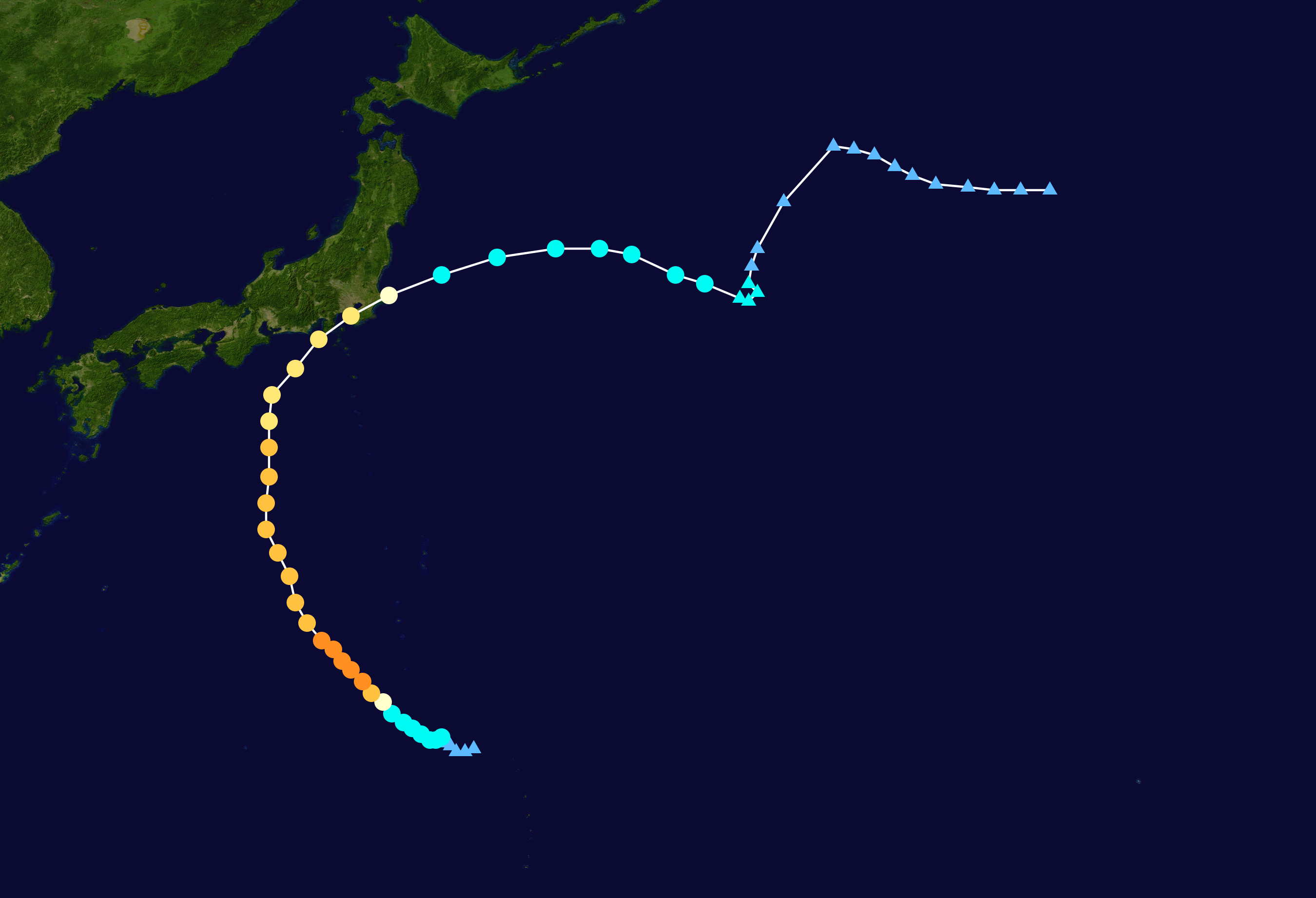
進路図

8月19日18時にマリアナ諸島の北西海上で台風11号が発生。台風は北西に進みながら急速に勢力を強め、非常に強い勢力となり、21日18時から22日0時にかけて最盛期を迎えた。硫黄島の南西海上に達した23日頃には進路を北寄りに、潮岬南東海上に達した25日には進路を北東にそれぞれ変えた。その後台風は25日頃に北緯30度を越え、この頃から勢力は徐々に衰えつつあったが、それでもなお強い勢力で26日2時過ぎに三浦半島を通過し、4時半頃に千葉県千葉市付近に上陸。その後は進路を東寄りに変えつつ、鹿島灘から本州の東海上に進み、28日0時に温帯低気圧に変わった。
台風が硫黄島の南西海上を北上していた24日、九州・宮崎県では東からの湿った空気で雨雲が発達し、宮崎市青島では1時間降水量が72mmとなるなど、非常に激しい雨が降った。そして台風が関東地方に接近・上陸した25日から26日にかけ、伊豆諸島・関東地方・静岡県・山梨県・宮城県などで大雨となった。特に25日には、日降水量が関東南部や静岡県、伊豆諸島などで200mmを超え、神奈川県箱根町では528mmに達した。また各地で風も強まり、千葉県銚子市で39.6m/s、静岡県御前崎市で45.7m/sの最大瞬間風速をそれぞれ観測。伊豆諸島ではさらに暴風となり、25日に東京都大島町で最大瞬間風速57.0m/sを記録した。
この台風により、関東地方や伊豆諸島、静岡県や山梨県、宮城県などで、住家の損壊や浸水、停電、断水等の被害が発生した。長野県では強風により、果実の落下被害も発生した。

## 被害
- 負傷者10人[1]
- 住家半壊4棟、一部損壊148棟[1]
- 床上浸水69棟、床下浸水259棟[1]
- 千葉県で23,000世帯が停電した。
- 神奈川県箱根町元箱根にある町営の造成温泉施設が破損し、温泉の供給が停止した。
- KDDIとボーダフォンの基地局が停電し、東京都、静岡県、千葉県の一部地域で携帯電話が一時使用できなくなった。
- 収穫期を迎えた多くの梨が、強風で落下した。
- 静岡県西伊豆町で静岡県道59号伊東西伊豆線が決壊した。
- 吾妻線の列車が走行中に倒木に接触、ガラスが割れ運転士が負傷した。

## 影響
- JR東海は、列車が運休し帰宅できなかった乗客のために東京駅に仮眠用の列車を用意した。
- 8月25日に大阪ドームでツアーを行っていたSMAPは、飛行機の欠航を避け、大型バスで東京へ移動した。
- 8月27日に予定されていた第30回流山花火大会が江戸川の増水の影響で中止となった。